# 프레드 윌러드
프레드 윌러드(Fred Willard, 1939년 9월 18일~2020년 5월 15일)는 미국의 배우, 희극인, 작가이다.
2020년 5월 로스앤젤레스의 자택에서 심정지로 숨졌으며, 이후 관상동맥질환, 골수이형성증후군이 요인으로 지목되었다.

## 출연 작품

### 영화
- 허슬 (1975)
- 실버 스트릭 (1976)
- Cracking Up (1977)
- 폭소 대소동 (1977)
- Americathon (1979)
- First Family (1980)
- 이것이 스파이널 탭이다 (1984)
- 변칙 플레이 (1985, Moving Violations)
- 록산느 (1987)
- 저승사자 (1992, High Strung)
- 리틀 디노의 골프 소동 (1995, Prehysteria! 3)
- 아메리칸 신디케이트 2 - 백 투 백 (1996)
- 거프만을 기다리며 (1996, Waiting for Guffman)
- 퍼머넌트 미드나잇 (1998, Permanent Midnight)
- Can't Stop Dancing (1999)
- 크레이지 핸드 (1999)
- 오스틴 파워 (1999)
- Dropping Out (2000)
- The Pooch and the Pauper (2000)
- 베스트 쇼 (2000)
- 하우 하이 (2001)
- 웨딩 플래너 (2001)
- The Year That Trembled (2002)
- Nobody Knows Anything! (2003)
- 크리스마스 대소동 2 (2003, National Lampoon's Christmas Vacation 2)
- 마이티 윈드 (2003, A Mighty Wind)
- 아메리칸 파이 3: 아메리칸 웨딩 (2003)
- Killer Diller (2004)
- 앵커맨 (2004)
- 해롤드와 쿠마 (2004)
- Wiener Park (2005)
- 러브렉트 (2005)
- 치킨 리틀 (2005) - 애니메이션
- 아리스토크래츠 (2005, The Aristocrats) - 본인 (다큐멘터리)
- Holidaze: The Christmas That Almost Didn't Happen (2006)
- 포 유어 컨시더레이션 (2006, For Your Consideration)
- 데이트 영화 (2006)
- Church Ball (2006)
- Ira & Abby (2006)
- 몬스터 하우스 (2006)
- Fired! (2007)
- 에픽 무비 (2007)
- 절대로 네 여자가 될 수 없을거야 (2007)
- Harold (2008)
- 월-E (2008)
- School Gyrls (2009)
- 이유있는 반항 (2009)
- Holyman Undercover (2010)
- Expecting Mary (2010)
- Fred & Vinnie (2011)
- 매직 오브 벨 아일 (2012)
- Dealin' with Idiots (2013)
- 맥스 로즈 (2013, Max Rose)
- 앵커맨 2: 전설은 계속된다 (2013)
- Wish Wizard (2014) - 단편
- My Not So Irish Bride (2014)
- 비행기2: 소방구조대 (2014)
- 블랙의 50가지 그림자 (2016)
- 마스코트 (2016, Mascots)
- Every 40 Years (2017)

### 텔레비전
- 사랑의 유람선 (1981-86)
- 프렌즈 (1996)
- 킹 오브 더 힐 (2001-08) - 애니메이션
- 쇼킹 패밀리 (2002) - 애니메이션
- 내 사랑 레이몬드 (2003-05)
- 지미 키멀 라이브! (2003-19)
- 더 배트맨 (2004-05) - 애니메이션
- Last Call with Carson Daly (2005-06)
- 더 레이트 레이트 쇼 위드 크레이그 퍼거슨 (2006-08)
- Tim and Eric Awesome Show, Great Job! (2007-09)
- 우리가족 마법사 (2009)
- 모던 패밀리 (2009-20)
- Funny or Die Presents... (2010-11)
- Glory Daze (2010-11)